# Fürk (Solingen)
Fürk ist eine Hofschaft im Stadtteil Merscheid der bergischen Großstadt Solingen. 

## Lage und Beschreibung
Fürk befindet sich inmitten der geschlossenen Wohngebiete zwischen Merscheid und Ohligs auf einem Höhenrücken südlich des Lochbachtals. Die zu dem Ort gehörenden Gebäude befinden sich an der Fürker Straße in Höhe der Einmündung der Geibelstraße sowie an mehreren kleinen Stichstraßen, die den Namen des Hofes tragen und zu den noch zahlreich vorhandenen historischen Fachwerkhäusern im Ort führen. Westlich der Hofschaft befindet sich das Schulgebäude Fürkerfeldstraße, in dem die Carl-Ruß-Schule untergebracht ist. Südlich verläuft die Landesstraße 141, die in diesem Abschnitt den Namen Merscheider Straße trägt.
Benachbarte Orte sind bzw. waren (von Nord nach West): Schwarzenhäuschen, Bech, Weckshäuschen, Merscheider Busch, Fürker Irlen, Obenmankhaus, Anker, Poschheide, Engelsberg und Deusberg.

## Geschichte
Fürk gehört zu den Höfen, die bereits vor dem Jahr 1500 vorhanden waren. Die erste urkundliche Erwähnung erfolgte im Jahre 1336 als Vurwirken. 1645 wird ein Johann Broch zu Fürk erwähnt, ein Schwertschmied, der den Handwerkseid ableistete. Ein weiterer Schwertschmied zu Vork findet 1647 Erwähnung.
Im Jahre 1715 ist der Ort in der Karte Topographia Ducatus Montani, Blatt Amt Solingen, von Erich Philipp Ploennies mit einer Hofstelle verzeichnet und als Furck benannt. Der Ort gehörte ab 1808 zur Honschaft Merscheid. Die Topographische Aufnahme der Rheinlande von 1824 verzeichnet den Ort als Furck, die Preußische Uraufnahme von 1844 verzeichnet ihn als Fürk. Fürk wird auf den Karten als größerer Hof dargestellt als die benachbarten Höfe wie etwa Schwarzenhäuschen. In der Topographischen Karte des Regierungsbezirks Düsseldorf von 1871 ist der Ort nur unbenannt verzeichnet.
Nach Gründung der Mairien und späteren Bürgermeistereien Anfang des 19. Jahrhunderts gehörte Fürk zur Bürgermeisterei Merscheid, die 1856 zur Stadt erhoben und im Jahre 1891 in Ohligs umbenannt wurde.
1815/16 lebten 63 Menschen im Wohnplatz. 1832 war der Ort weiterhin Teil der Honschaft Merscheid innerhalb der Bürgermeisterei Merscheid, dort lag er in der Flur VI. Poschheide. Der nach der Statistik und Topographie des Regierungsbezirks Düsseldorf als Hofstadt kategorisierte Ort besaß zu dieser Zeit zwölf Wohnhäuser, zehn landwirtschaftliche Gebäude und zwei Fabrikationsstätten bzw. Mühlen mit 62 Einwohnern, allesamt evangelischen Bekenntnisses. Die Gemeinde- und Gutbezirksstatistik der Rheinprovinz führt den Ort 1871 mit 17 Wohnhäusern und 106 Einwohnern auf. Im Gemeindelexikon für die Provinz Rheinland von 1888 werden 15 Wohnhäuser mit 86 Einwohnern angegeben. 1895 besitzt der Ortsteil 16 Wohnhäuser mit 92 Einwohnern.
Mit der Städtevereinigung zu Groß-Solingen im Jahre 1929 wurde Fürk ein Ortsteil Solingens. Wie amtliche Karten der Stadt Solingen aus der Zeit nach der Städtevereinigung beweisen, sollte das Gebiet der Hofschaft sukzessive durch neue Straßen erschlossen werden. So sollte etwa die Geibelstraße durch den Ort bis zur Straße Am Stadtgarten verlängert werden. Im amtlichen Stadtplan von 1929 sind die projektierten Straßen bereits eingezeichnet und benannt. Zu dieser Erschließung, die Teile der historischen Bausubstanz vernichtet hätte, kam es jedoch nicht, stattdessen verdichtete sich die Bebauung seit Ende des Ersten Weltkriegs nur wenig.
Inmitten des vorkrieglichen Wohnviertels befinden sich bis heute noch einige bergische Fachwerkhäuser, von denen seit Mitte der 1980er Jahre die Gebäude Fürk 1, 2, 5, 6, 7 inklusive Schwengelpumpe, 8, 9, die zum Haus 10 gehörende Scheune, 11, 11a und 12 sowie der zu dem Haus 5, 6 gehörende Kotten unter Denkmalschutz stehen.

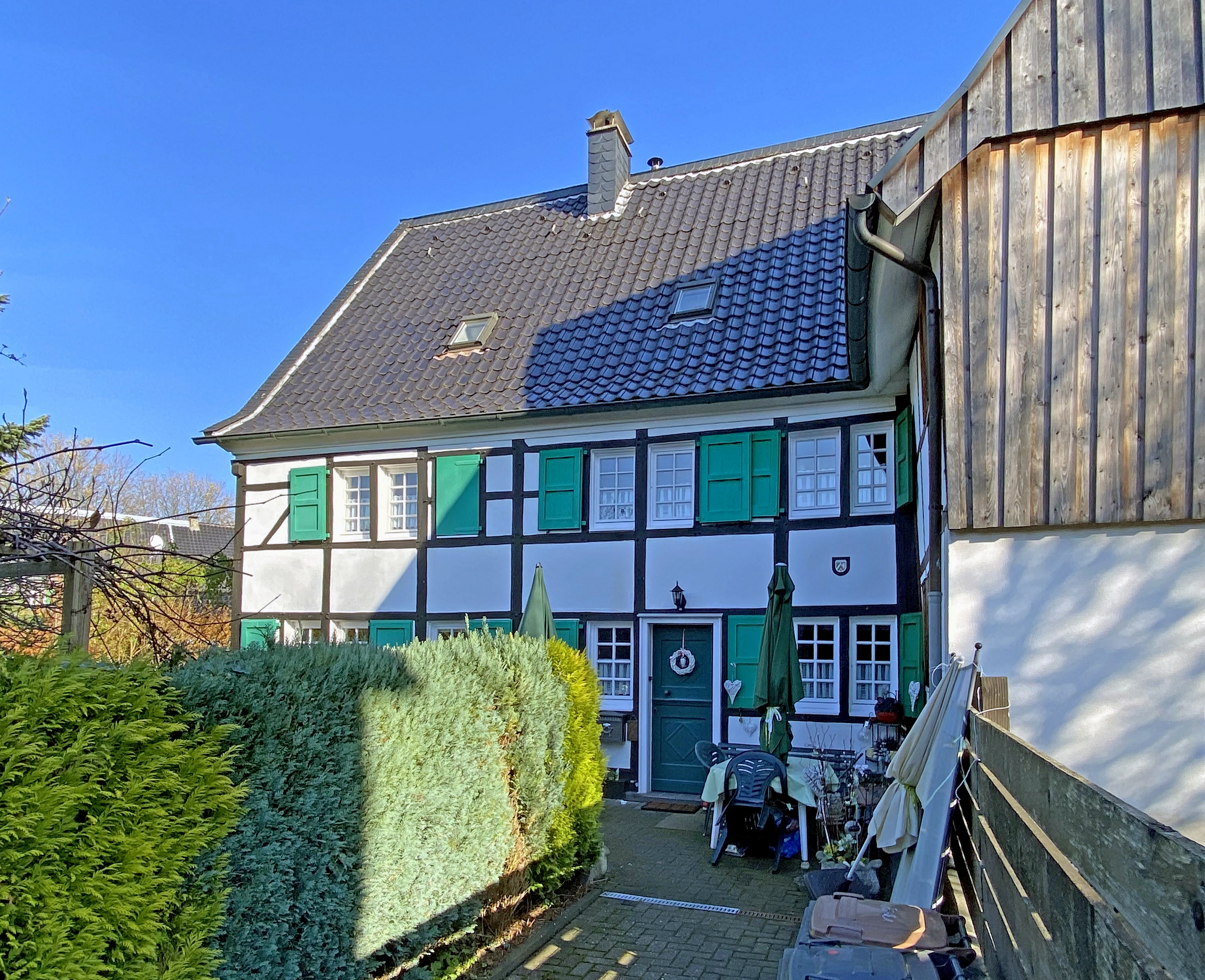
Fürk 1
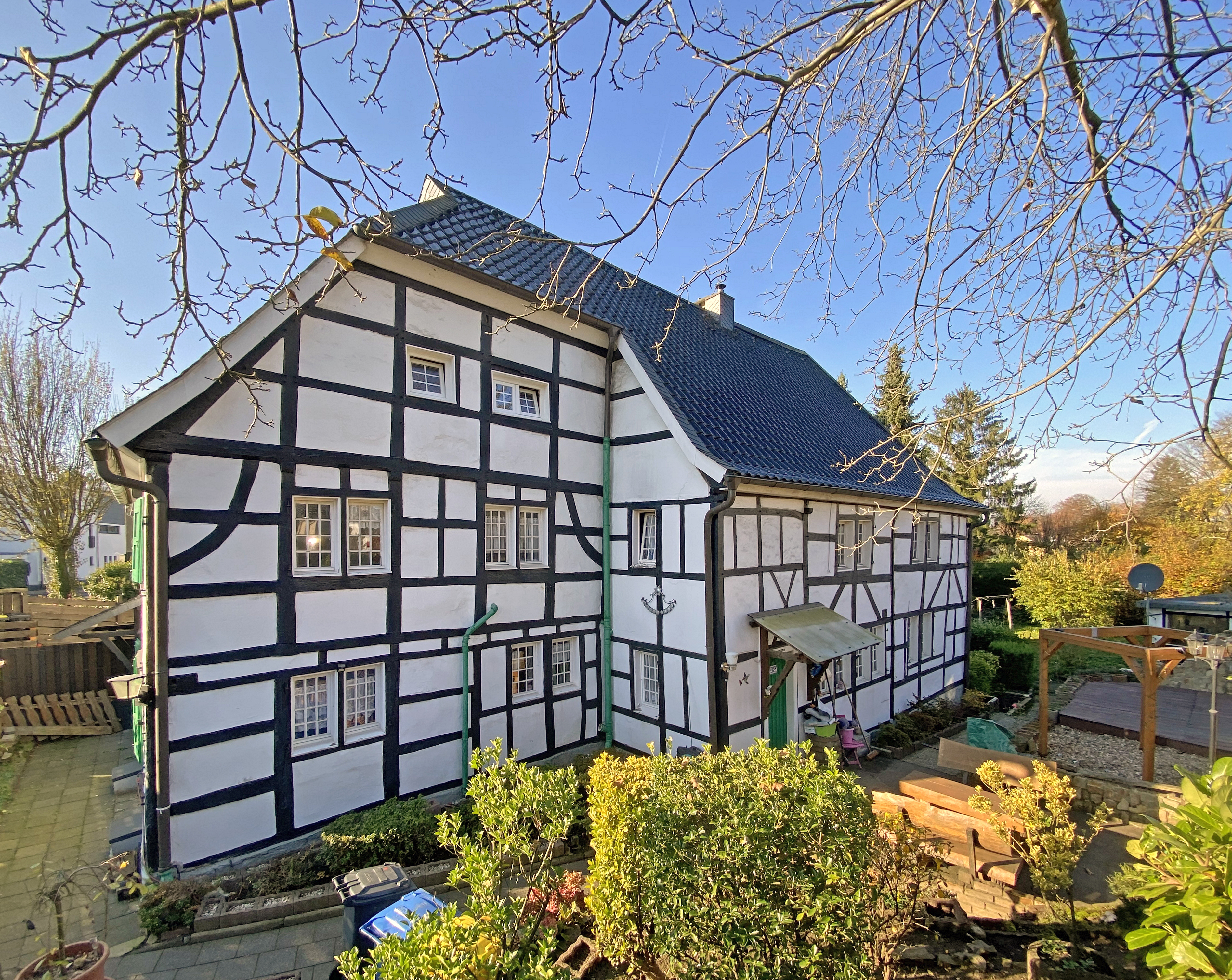
Fürk 2
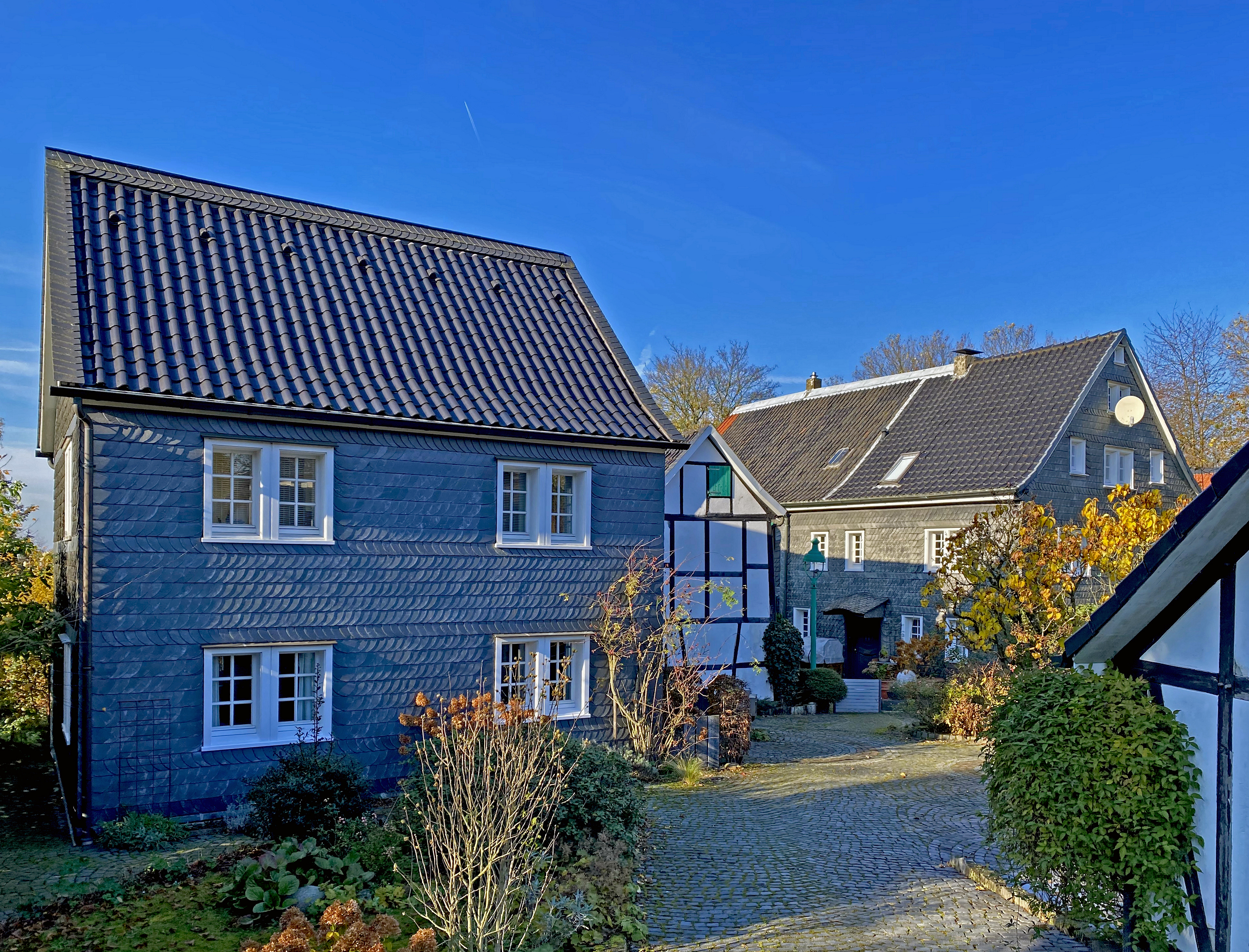
Fürk 5
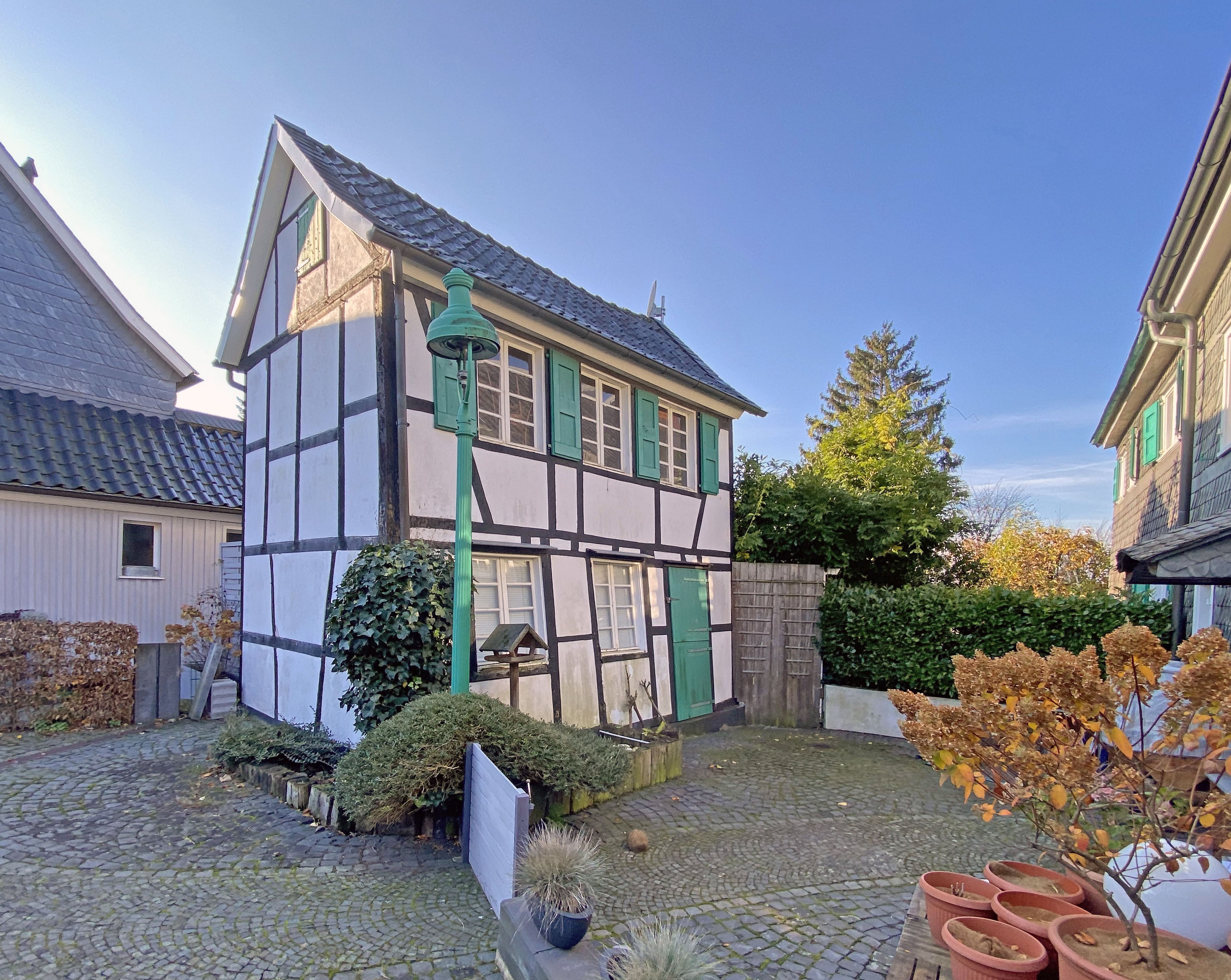
Kotten zu Fürk 5, 6
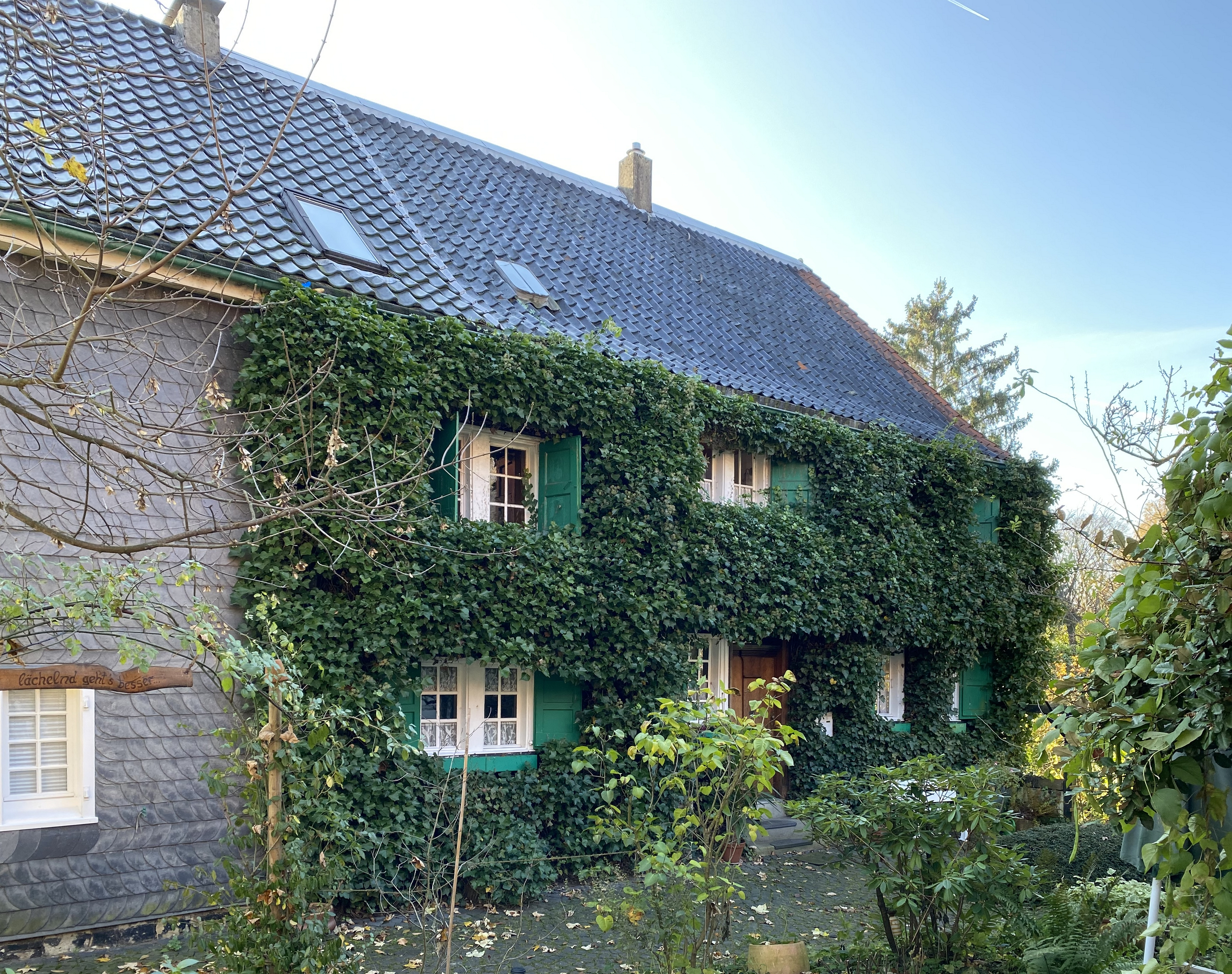
Fürk 7
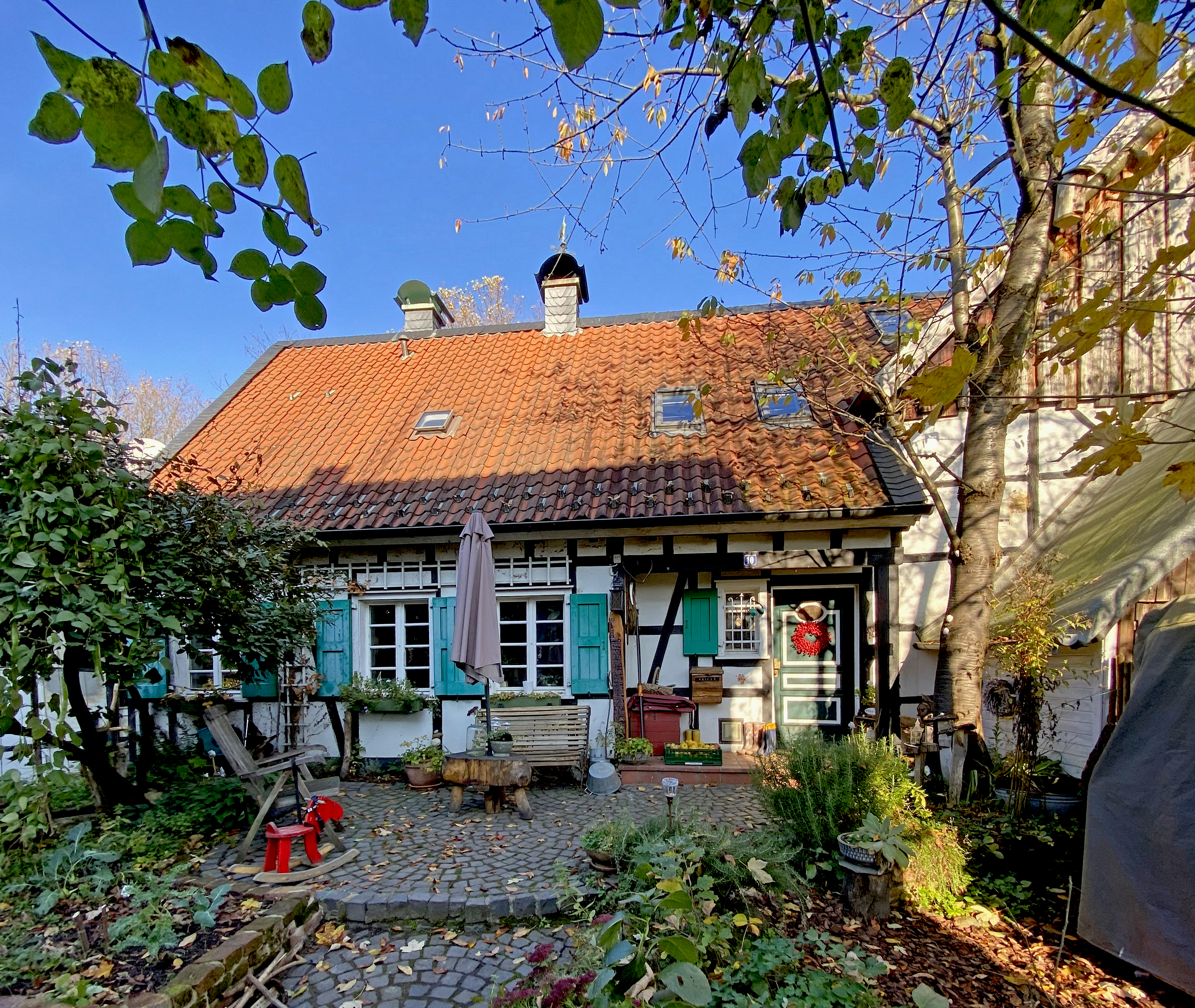
Scheune zu Fürk 10
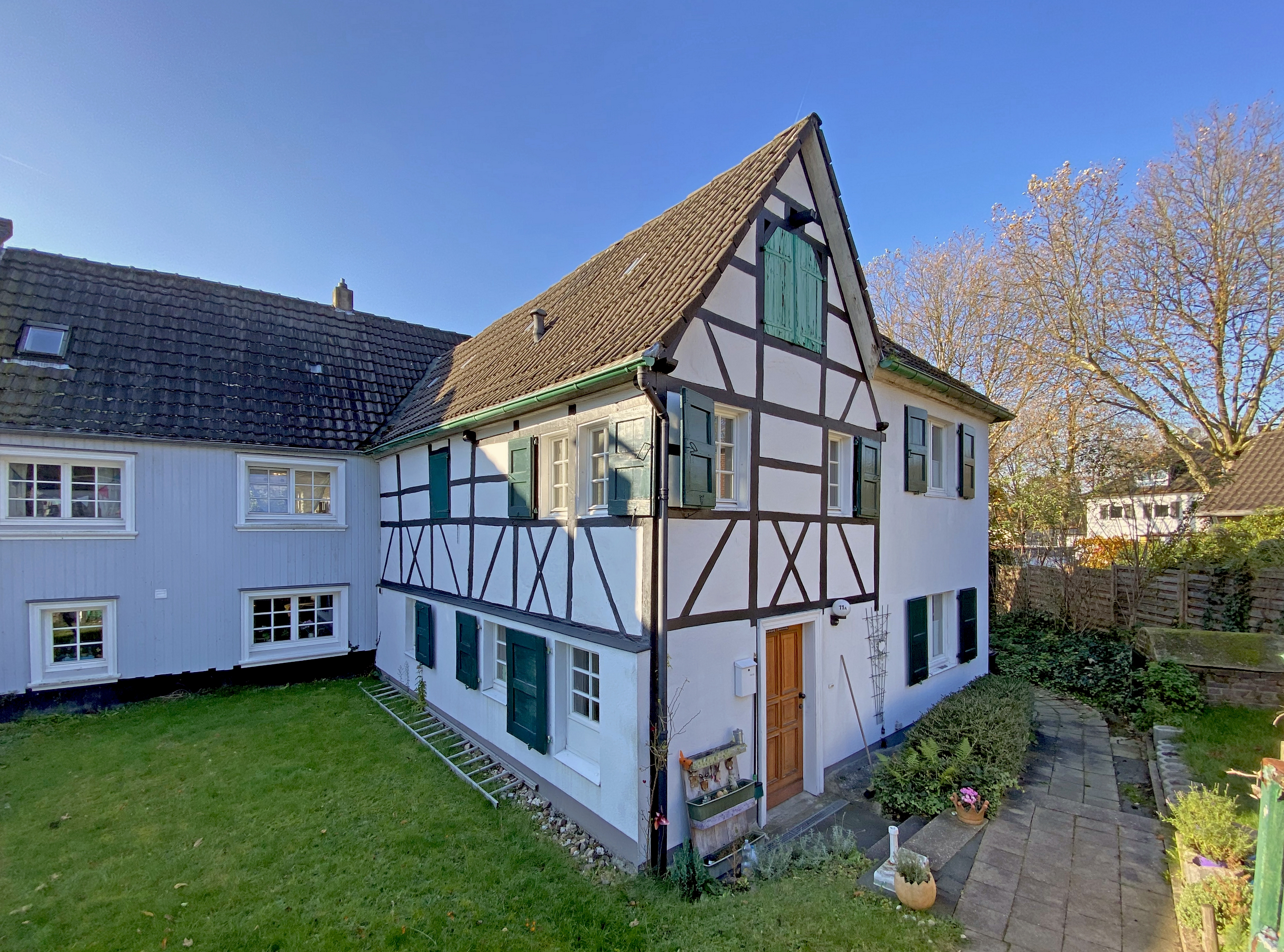
Fürk 11, 11a, 12